# Karol Arys
Karol Arys – polski sędzia piłkarski, należący do grupy sędziów Top-Amator A, reprezentujący Zachodniopomorski Związek Piłki Nożnej.

## Kariera
Karol Arys sędziowanie w III lidze rozpoczął w 2015 roku. Swój pierwszy mecz tam sędziował 22 sierpnia, był to dwubramkowy remis między Vinetą Wolin a Drawą Drawsko Pomorskie, w którym pokazał łącznie 9 żółtych kartek. W kolejnym meczu, 3 października 2015 roku pokazał swą pierwszą czerwoną kartkę na poziomie III ligi zawodnikowi rezerw Lechii Gdańsk, Mateuszowi Goerke.
4 listopada 2020 roku sędzia otrzymał awans do grupy Top-Amator B. Dziesięć dni później, 14 listopada 2020, zadebiutował na szczeblu centralnym w spotkaniu Górnikiem Polkowice z Garbarnią Kraków, zakończonym wynikiem 2:1. W I lidze zadebiutował dwa lata później, 14 kwietnia 2022 roku. 8 lipca 2022 Arys otrzymał awans do grupy Top-Amator A. 11 października poprowadził mecz 1/16 finału Pucharu Polski pomiędzy Lechią Zielona Góra a Jagiellonią Białystok.
Sędzia w Ekstraklasie po raz pierwszy sędziował w meczu rozegranym między Wisłą Płock a Wartą Poznań, który odbył się 8 marca 2023; spotkanie nie zostało rozegrane w pierwotnym terminie z racji na opady śniegu. W sezonie 2023/2024 był arbitrem głównym łącznie w 19 meczach Ekstraklasy.
10 grudnia 2024 Arys wziął udział w spotkaniu Ligi Mistrzów między Atalantą BC a Realem Madryt jako sędzia techniczny.

## Życie prywatne
Karol Arys posiada brata bliźniaka, Marka, wraz z którym wziął udział w programie „Sędziowie”.